# مولسلینجن
مولسلینجن (انگلیسی: Molslinjen) شرکت کشتیرانی دانمارکی است، که در سال ۱۹۶۴ تأسیس شد.